# Agapema dentifasciata
Agapema dentifasciata är en fjärilsart som beskrevs av Lemaire 1973. Agapema dentifasciata ingår i släktet Agapema och familjen påfågelsspinnare. Inga underarter finns listade i Catalogue of Life.